# 아메노호아카리
아메노호아카리노미코토(일본어: 天火明命 アメノホアカリ[*]는 일본 신화의 신이다.

## 계보에서
일본서기에 따르면 아메노호아카리는 아메노오시호미미(天忍穂耳尊)와 타카기 신의 딸, 다쿠하타치지히메(高皇産靈尊)사이에서 태어났다. 니니기(ニニギ)는 동생이지만 일본서기의 한 책에서는 자식으로 나오며 선대구사본기에서는 모노노베 미렌의 시작인 오오쿠니누시와 같은 일신으로 하고 있다.

## 가족 관계
- 부:아메노오시호미미
- 모:다쿠하타치지히메
  - 자식,또는 동생:니니기(ニニギ, 일본 서기 한책에서는 아메노호아카리의 아들로 나온다.)

## 같이 보기
- 진무 동정